# سها، پاکستان
سها (به انگلیسی: Soha) یک منطقهٔ مسکونی در پاکستان است که در ناحیه هری‌پور واقع شده‌است. سها ۴۹۵ متر بالاتر از سطح دریا واقع شده‌است.